# 東海ラジオミッドナイトスペシャル
『東海ラジオミッドナイトスペシャル』（とうかいラジオミッドナイトスペシャル）は、2000年4月3日に放送を開始した東海ラジオ放送で放送されている深夜ラジオ・コンプレックス番組。

## 概要
『ミッドナイト東海』『SF Rock Station』などからの流れを汲む番組。
『オールナイトニッポン』（ニッポン放送）が東海3県ではJRN単独系列のCBCラジオで放送されているのは、東海ラジオが『ミッドナイト東海』の人気振りから『オールナイトニッポン』の放送を断ったためで、そのためニッポン放送がCBCラジオにネットの依頼をしたところ、CBCラジオは『ミッドナイト東海』に劣勢だったことからネットを開始したという経緯による。
当初は月曜から金曜の25:00 - 26:00に放送されていた。その後、2001年秋から2005年9月までは月曜から金曜の25:00 - 27:00に放送されていたが、同年10月より『ミッドナイト東海』の復活版『ミッドナイト東海21』が金曜日に放送されるため、月曜から木曜までの放送になった。しかし、2007年10月以降この番組が25:00 - 26:00へ縮小する代わりに2年ぶりに金曜日の放送を再開する（26:00 - 27:00は『ミッドナイト東海21』がリニューアルされて深夜2時台の帯番組へリニューアルされる）。
2012年10月1日より、月曜から木曜は文化放送から『リッスン? 〜Live 4 Life〜』（2015年6月29日より25:00 - 26:00は『ユニゾン!』、2016年9月26日より26:00 - 27:00は30分単位の自社制作番組を放送）をネットする関係から、本番組は10月5日から金曜日の24:00 - 27:00の放送となり、番組の全体テーマを「金シャチ劇場」と定め、毎週金曜深夜（土曜日未明）の3時間だけ開演する劇場を舞台に様々な出し物（一つの番組内で2012年9月以前の様な番組をコーナーとして複数放送する）を楽しむというコンセプトに変更された。変更後の各コーナーは名古屋のローカルアイドルが多く出演している。

## 放送時間
表中の放送日時は実際には翌曜日未明。
| 期間    | 期間    | 放送時間（日本時間）            | 放送時間（日本時間）   | 放送時間（日本時間） |
| 期間    | 期間    | 月曜日 - 木曜日 （火-金曜未明） | 金曜日 （土曜未明）    |                      |
| ------- | ------- | ------------------------------- | ---------------------- | -------------------- |
| 2000.04 | 2001.09 | 25:00 - 26:00（060分）          | 25:00 - 26:00（060分） |                      |
| 2001.10 | 2005.09 | 25:00 - 27:00（120分）          | 25:00 - 27:00（120分） |                      |
| 2005.10 | 2007.09 | 25:00 - 27:00（120分）          | （放送無し）           |                      |
| 2007.10 | 2012.09 | 25:00 - 26:00（060分）          | 25:00 - 26:00（060分） |                      |
| 2012.10 | 現在    | （放送無し）                    | 24:00 - 27:00（180分） |                      |

## 現在放送中の番組
『東海ラジオミッドナイトスペシャル〜金シャチ劇場〜』
金シャチ劇場案内人
- 斉藤利菜（ - 2017年1月）
- 森山ほのみ（2017年2月 - 2018年3月）
- 大野舞（2018年4月 - 2019年6月）
- Wa:Mi（2019年7月 - 2021年3月）
- 上田まや（VeryMerry）（2021年4月 - 2022年3月）
- 美月（名古屋CLEAR'S）（2022年4月 - ）

24時台
- 『スター発掘☆ライバーさんいらっしゃい！』
- 『ANCHEIN BETTyRADIO』（ANCHEIN BETTyROSE）
- 『それいけ! セブセン∞アース!!』（SE7ENTH SENSE）

25時台
- 今日のゲストは誰でしょう？
「はい」と「いいえ」だけで答えられる質問を繰り返し、相手が何なのか（家の中にある物や食物）を当てる。
- 『東京CuteCute×アルテミスの翼×OS☆Uのアイドル3』

26時台
- 『セロリじゃないよ、パセリだよ! in 東海ラジオ』（parsley、すずきりり）

## 過去に放送されていた番組
月曜日
- 「RADIO SWEET TRANCE」（PIERROT）〔25:00〜26:00 2000年4月〜2001年3月〕
- 「WyseのわいわいZOO!」（Wyse）〔25:00〜 2001年4月〜2001年9月〕
- 「taroのミッドナイト★ループ」（taro（現在「sleepydog」のボーカル））〔26:00〜〕
- 「フクシマサトシの俺にだって言い分がある」（フクシマサトシ）〔26:00〜〕
- 「BLUE SKY COMPLEX」（SOPHIA）〔25:00〜 2001年10月〜2006年3月 番組開始当初は25:00〜27:00〕
- 「Kimeruのキラキラ☆れこーでぃんぐ」（Kimeru）〔26:00〜 2005年1月〜2006年3月〕
- 「STANCE PUNKS・路地裏の大泥棒」（STANCE PUNKS）〔25:00〜 2006年4月〜2007年9月〕
- 「razzhoo.com」（razz.）〔26:00〜 2006年4月〜2007年9月〕
- 「KAME&L.N.KとGALAXY EXPRESS CREWのやっぱこれだら〜」（GALAXY EXPRESS CREW　KAME&L.N.K）（2007年10月に金曜深夜26:00から移動）（2008年4月に「今夜もまだまだ寝れんダラ〜」からタイトル変更）
- 「乙三．の開運歌謡 〜 she is coming home 〜」（乙三.）

火曜日
- 「RADIO SWEET TRANCE」（Plastic Tree）〔25:00〜26:00 2000年4月〜2001年3月〕
- 「CHARCOAL FILTERの今日も安全日」（CHARCOAL FILTER）〔25:00〜〕
- 「シーモネーター&MICROの天狗ナイト家族」（シーモネーター（その後「SEAMO」に改名）、MICRO（HOME MADE 家族））〔25:00〜〕
- 「HOME MADE 家族の家族団欒」（HOME MADE 家族）〔25:00〜〕
- 「yura YUNA 紺のラジオでポン！」（La'Mule/S/yura）〔26:00〜〕
- 「JINDOUのときめきラブゲッチュー」（JINDOU）〔26:00〜〕
- 「THE BOOGIE JACKのオレ・ジェネレーション」（THE BOOGIE JACK）〔25:30〜26:00〕
- 「midnightPumpkinのJUICY-GO-RADIO」（midnightPumpkin）〔26:00〜 〜2007年2月13日〕
- 「熊木杏里の夜なよな白書」（熊木杏里）〔25:00〜 〜2006年3月〕
- 「芳晶せいじの犬は濡れたら小さくなる」（芳晶せいじ）〔26:00〜 2007年4月〜2007年9月〕
- 「SHORT LEG SUMMERのエレクトリカルポマード」（SHORT LEG SUMMER）
- 「PhilHarmoUniQue の ふぃるっちゃお」（PhilHarmoUniQue）

水曜日
- 「RADIO SWEET TRANCE」（La'cryma Christi）〔25:00〜26:00 2000年4月〜2001年3月〕
- 「柏原収史の次行ってみよう！」（柏原収史・ミスターK）〔25:00〜〕
- 「ネスミス、収史、STEELの宅急便です」（STEEL）〔25:00〜〕
- 「Annの暁時の夢」（Ann）〔26:00〜〕
- 「La'cryma Christiのミディアムレア」（La'cryma Christi）〔25:00〜〕
- 「多胡邦夫のロックンロール・ライフ」（多胡邦夫）〔26:00〜 2005年1月〜2006年3月〕
- 「宇宙戦隊NOIZのしゃちほこ人生ミラクルラジオ」（Imitation PoPs 宇宙戦隊NOIZ）
- 「光岡昌美の Sweet Colorful」（光岡昌美）
- 「mizcaのキラキラ25時」（Mizca）

木曜日
- 「RADIO SWEET TRANCE」（黒岩唯一）〔25:00〜26:00 2000年4月〜2001年3月〕
- 「Sunflower's Garden〜真夜中の太陽〜」（Sunflower's Garden）〔25:00〜〕
- 「Aiの初志貫徹」（Ai）〔25:00〜〕
- 「拝郷メイコのツキノモノ」（拝郷メイコ）[26:00〜]
- 「辻香織のヨナカフェ!」（辻香織）〔26:00〜〕
- 「ANTIQUE TOYの「Toy Full Joyful」」（ANTIQUE TOY）
- 「“E”qual Blazin' Hip Hop Radio Station」（“E”qual） 〔25:00〜 〜2006年9月〕
- 「NAOMI YOSHIMURAのPOWER100」（NAOMI YOSHIMURA）〔26:00〜 〜2006年9月〕
- 「中トラジオ DX 〜オレにマイクを貸してくれ！！〜」（中部TRACK）〔25:00〜 2006年10月〜2006年12月〕
- 「redballoonのMIDNIGHT ROCK STADIUM」（redballoon）〔26:00〜 2006年10月〜2007年3月〕
- 「arieのネガイロケット」（arie）〔25:00〜 2007年1月〜2008年3月〕
- 「TSUYOSHI の Sound and Voice」（TSUYOSHI）
- 「HOW MERRY MARRYのはまりま」（HOW MERRY MARRY）〔2009年4月〜〕
- 「Yo！Yo！YOSUKEのYARINIGE天国」（Yo！Yo！YOSUKE）

金曜日
- 「WyseのわいわいZOO!」（Wyse［2003年4月より牧田拓磨・山村悦啓］）〔25:00〜 2001年10月〜2004年3月〕
- 「FANATIC◇CRISIS名古屋場所」（FANATIC◇CRISIS）〔25:00〜、この番組は1時間枠での放送だった。〕
- 「Elphant Girlの楽しい象の遊び方」（Elephant Girl）（2007年10月に水曜深夜26:00から移動）
- 「Rioの伝説の空き地」（Rio）〔2008年4月〜〕
- 「YAK.のツンデレイディオ」
- 「嘉門達夫のナゴヤDEゴメン!」（2016年4月 〜 2017年3月）
- 「Chu-ZのChu-式計算ドリル」
- 「おしゃべりテラス」（あきいちこ・IDEA）（2016年12月～2017年12月）
- 「さくらシンデレラ　#さデラジ」（さくらシンデレラ）（2018年1月～3月）
- 「Vijuttoke ON AIR」（2015年4月～2019年9月）
- 「放課後Hi☆Five」（Hi☆Five）（2020年1月～3月　Radio NEOから局レベルで移動し、更に日曜21時30分開始へ移動）
- 「さくらガール　華金満開」（さくらガール）（2020年4月～9月　FM愛知へ移動し「――笑顔満開」と改題）
- 『イノセントリリーの青春ラルム』（イノセントリリー）（2018年4月～2020年12月）
- 『ぼくはまだラジオをしらない。』（ぼくはまだしなない）（2021年2月 - 2022年10月15日）
- 『Chu-Z×Pimm's×OS☆Uのアイドル3』（2012年10月 - 2023年12月　Pimm'sが解散により降板）
- 『LokuRok放送委員会“ひっそり居残りラジオ”』（LokuRok）（2022年10月21日 - 2024年4月）
- 『Chu-Z×アンスリューム×OS☆Uのアイドル3』（2024年1月 - 5月　アンスリュームが降板しアルテミスの翼に交代）
- 『Chu-Z×アルテミスの翼×OS☆Uのアイドル3』（2012年1月 - 2024年7月　Chu-Zが解散し東京Cute Cuteに交代）